# Margarites ochotensis
Margarites ochotensis är en snäckart som först beskrevs av Philippi 1846.  Margarites ochotensis ingår i släktet Margarites och familjen pärlemorsnäckor. Inga underarter finns listade i Catalogue of Life.